# 러시아의 수미주 점령
2022년 2월 24일, 러시아군은 우크라이나를 침공하여 수미주의 일부를 점령 및 점거하기 시작했다. 수미주의 주도인 수미는 러시아군에 의해 점령되지 않았지만, 트로스티아네츠와 같은 일부 정착촌은 점령되었다.
2022년 4월 4일, 수미주 주지사 드미트로 지비츠키는 러시아군이 더 이상 수미주의 어떤 도시나 마을도 점령하고 있지 않으며 대부분 철수했고, 우크라이나군은 남아 있는 부대를 몰아내기 위해 노력하고 있다고 밝혔다. 3일 후, 그는 모든 러시아군이 지역을 떠났지만, 러시아군이 남긴 부비트랩과 다른 탄약 때문에 여전히 안전하지 않다고 말했다.
2025년 3월까지 러시아군은 수미주 북부 지역으로 침입하기 시작했다.

## 2022년 러시아 점령

### 코노토프군
4월 2일, 러시아군이 코노토프군을 통해 키이우와 체르니히우에서 장비를 러시아로 철수시킬 수 있는 통로를 유지하고 있다고 보고되었다. 현지 당국은 러시아군이 코노토프, 빌로필리아, 부린, 푸티블, 노바 슬로보다 근처에 남아 있었다고 말했다. 다음 날, 우크라이나 국회의원 올렉산드르 카추라는 트위터에 모든 러시아군이 코노토프군을 떠났다고 밝혔다.

4월 5일, 지비츠키 주지사는 코노토프군에서 최소 3명의 고문당한 민간인 시신이 발견되었다고 밝혔다.

### 롬니군
러시아 침공 첫날인 2월 24일 저녁, 네드리하일리우와 코노토프(각각 롬니의 동쪽과 북쪽에 위치)에서 온 두 대의 러시아군 차량 행렬이 롬니 방향으로 이동했다. 2월 26일과 27일 사이에 더 많은 러시아 차량이 수미를 우회하여 크라스노필리아에서 롬니로 향했다. 두 번째 차량 행렬은 롬니에 도달하기 전에 우크라이나군에 의해 폭격을 당했다. 2월 28일, 러시아군은 롬니 교정 시설을 공격했다. 한편 같은 날, 러시아군은 포호자 크리니치아 마을에서 러시아 전차가 통과하는 것을 막기 위해 자신의 차를 사용하려던 민간인을 깔아 죽였다.
3월 1일, 러시아군은 롬니 바로 남쪽에 위치한 빌로보츠케와 보브리크 마을을 점령했으며, 이 마을들은 며칠 전부터 논쟁 중이었다. 3월 4일, 러시아와 우크라이나의 협상 끝에 롬니는 수미, 하르키우, 체르니히우 주에서 탈출하는 민간인들을 위한 인도주의 통로로 선정되었다. 같은 날, 스파르타크 마을의 민간인들은 네드리하일리우에서 롬니로 향하는 러시아 차량을 막으려 했다. 그들은 도로를 막는 데 성공했지만, 이어진 러시아군의 공격으로 민간인 한 명이 사망했다. 그날 저녁 3월 4일, 러시아군은 롬니군 남부의 리포바 돌리나에서 롬니와 빌로보츠케로 가는 도로를 막았고, 네드리하일리우와 롬니 사이의 고속도로는 여전히 우크라이나의 통제하에 있었다. 3월 4일과 5일 밤 사이에 러시아 군인들은 양계장을 파괴하고 약 10만 마리의 가금류를 죽였으며, 약 100만 흐리우냐 상당의 피해를 입혔다.
3월 5일, 롬니군의 수장 데니스 바시첸코에 따르면 러시아군에 붙잡힌 인질 4명 중 3명이 풀려났다. 같은 날, 도로에 서 있던 러시아 군인들이 주유소에서 우크라이나 영토방위군 병사들에게 발포하여 우크라이나 병사 한 명이 사망하고 두 명이 부상을 입었다. 3월 5일 저녁, 푸스토비이티우카 마을에서 수미에서 롬니로 이동하던 두 대의 차량에 러시아 군인들이 발포했다. 이 총격으로 민간인 세 명이 부상을 입었고, 한 명이 사망했다. 그날 저녁 늦게, 롬니군 스크리팔리 마을에서 우크라이나군이 러시아군 차량 행렬을 파괴하고 불특정 다수의 군인을 죽였다. 3월 5일과 6일 밤 사이에 푸스토비이티우카와 롬니에서 총격이 있었지만 부상자는 없었다. 그러나 롬니의 총격으로 마을 일부 지역의 전기 공급이 중단되었다.

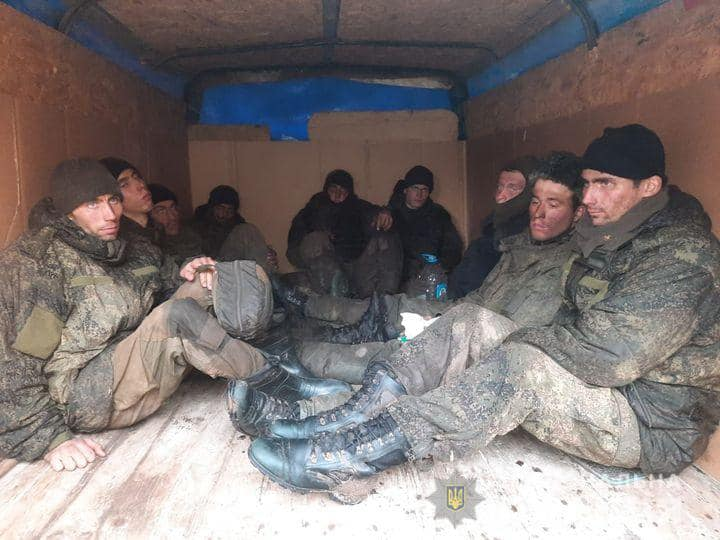
롬니군에서 생포된 러시아군

3월 11일, 바시첸코는 우크라이나군이 롬니와 로흐비치아 사이의 도로를 통행 가능하게 하여 민간인들이 남쪽으로 대피할 수 있게 했다고 보고했다. 그날 아침 롬니 근처에서 경찰과 우크라이나 영토방위군은 들판에서 29명의 러시아 군인을 발견하여 구금했으며, 이들 모두 길을 잃었다고 주장했다. 다음 날인 3월 12일, 수미주에 녹색 통로가 설치되어 수미, 트로스티아네츠, 코노토프, 레베딘, 벨리카 피사리우카, 크라스노필리아의 민간인들이 폴타바주로 대피할 수 있게 되었다. 인도주의 통로는 3월 18일에 다시 시작되었다. 우크라이나 총참모부는 3월 19일 러시아의 제1근위전차군이 수미를 포위하는 데 집중하기 시작했으며, 동시에 트로스티아네츠, 프릴루키, 롬니에서 공세를 시도했지만 성공하지 못했다고 보고했다.

### 보롬랴
현지 주민에 따르면 도네츠크 인민공화국 군대가 2월 24일 아침 보롬랴 마을에 진입했다.
보롬랴는 2022년 3월 3일과 5일에 러시아 공습을 받았다. 주민에 따르면 당시 보롬랴에는 우크라이나군이 주둔하고 있지 않았으며, 공습으로 인해 도시, 상점, 학교 등 민간 기반 시설에 광범위한 피해가 발생했다.
러시아군이 공습 이후 마을에 진입했으며, 보롬랴는 3월 9일 러시아에 점령된 것으로 알려졌다. 마을이 고속도로에 위치해 있어 러시아군 차량 행렬이 자주 통과했다. 현지 주민에 따르면 마을에는 500대 이상의 러시아 군용 차량이 있었고, 점령군은 러시아인, 부랴트인, 체첸인, 그리고 대부분 도네츠크 인민공화국 군대로 구성되어 있었다.
보롬랴 점령 기간 동안 러시아군에 의한 지역 주민에 대한 고문, 강도, 납치 사례가 보고되었다. 마을 행정부 책임자인 바실 로마니카에 따르면, 점령 기간 동안 네 명이 고문당하고 살해되었다. 현지 관리들은 3월 14일에 한 남성이 마을에서 고문당하고 강도를 당했다고 주장했다.
보롬랴의 점령은 3월 26일에 끝났다. 러시아군은 밤사이에 떠났고, 우크라이나군은 오후에 진입했다.

### 트로스티아네츠

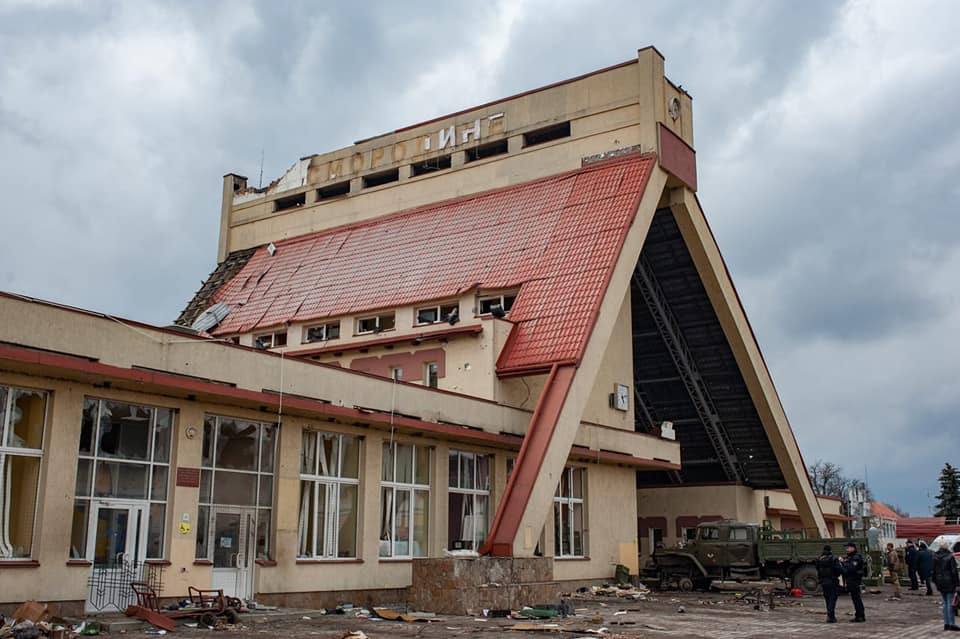
파괴된 트로스티아네츠-스모로디노 철도역

키이우를 향한 공세의 일환으로, 러시아 제4친위 전차 사단의 전차 종대는 2월 24일 트로스티아네츠를 처음 통과했지만, 도시를 점령할 실제 계획은 없었다. 그러나 트로스티아네츠 서쪽과 남서쪽의 우크라이나군의 저항과 도시 남쪽 다리 폭파로 인해 공세는 빠르게 정체되기 시작했다. 그 결과, 러시아의 키이우 신속 점령 계획에서 "작은 속도 방해물"로만 여겨졌던 트로스티아네츠는 3월 1일 러시아 군대에 의해 점거되었다.
도시 안팎에 약 12개의 검문소가 설치되었다. 주요 기차역은 러시아 본부로 사용되었고, 경찰서와 비행장도 점령되었다. 트로스티아네츠를 점령한 러시아군의 수는 300명에서 800명 사이로 다양하게 추정되었다. 도네츠크와 루한스크의 분리주의 민병대는 3월 중순 병력 교체 후 도시에 도착했으며, 부랴트와 남오세티야 전투원 부대도 주둔했다고 보고되었다. 엘리트 제4친위 전차 사단의 12연대와 제13친위 전차 연대를 포함한 부대들이 점령군에 포함된 것으로 보고되었다.

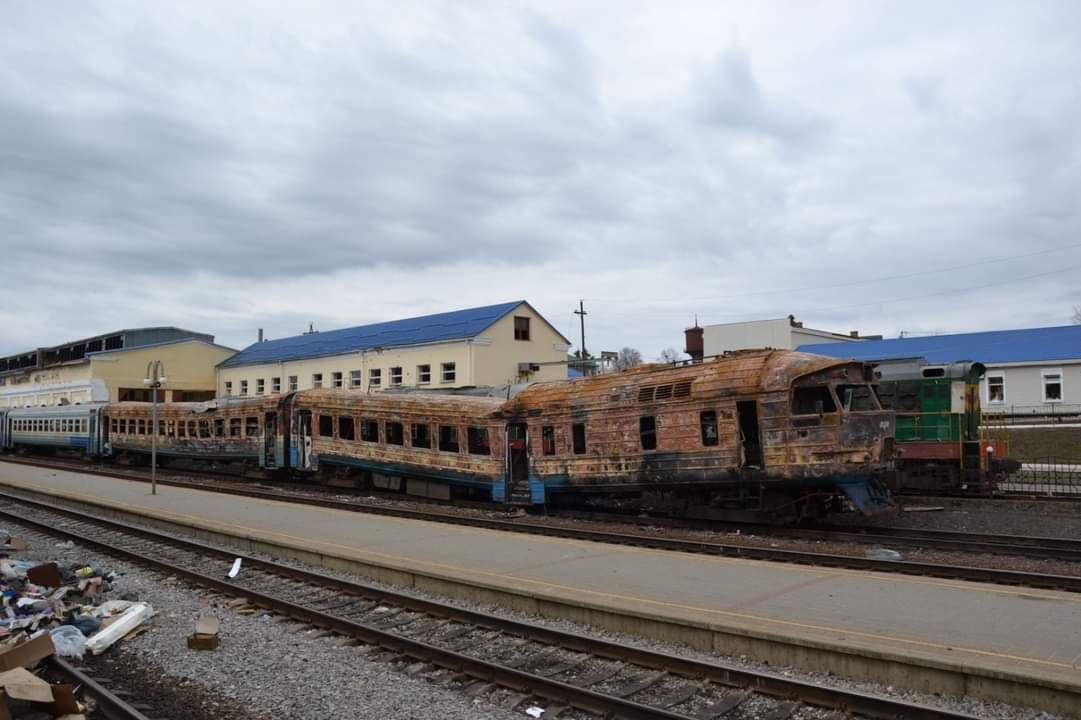
스모로디노 기관차 차량기지 근처의 파괴 현장

점령 기간 동안 우크라이나 경찰관들은 도시에서 은밀히 활동하며 지역 민간인과 해당 지역에서 활동하는 파르티잔 부대를 지원했다. 도시 시장 유리 보바는 인근 마을에 숨어 있었는데, 도시에 머물지 않은 결정에 대해 일부 비판을 받았지만, 러시아 진지에 대한 포격을 포함한 우크라이나 저항군을 계속 조율했다.
러시아 점령군은 광범위한 약탈에 연루된 것으로 알려졌으며, 가디언 기자는 도시에서 고문과 즉결 처형의 증거를 발견했다. 점령 기간 동안 트로스티아네츠 주민들은 사람들이 거리에서 총에 맞았다고 진술했다. 이웃이나 다른 민간인들이 죽은 시체를 옮기지 않으면, 그들은 길거리에 방치되었다. 여기에는 러시아군이 후퇴한 후 버려진 죽은 러시아군 시체도 포함되었다. 보바는 러시아 점령하에 최소 50명의 민간인이 사망했다고 밝혔다. 주민에 따르면, 러시아군이 3월 2일 점령한 인근 마을 빌카 (오흐티르카군)에서도 민간인 두 명이 사망했다.
지비츠키는 트로스티아네츠의 러시아군이 마을 묘지를 포함한 모든 곳에 지뢰를 매설했다고 밝혔다. 러시아군 철수 후, 러시아 군인들이 마을 곳곳에 설치한 함정으로 인해 민간인 7명이 사망하고 최소 2명이 부상을 입었다.

#### 우크라이나 반격
우크라이나의 반격으로 3월 26일 도시가 탈환되었다. 전투 중 마을 병원이 포격을 받았고, 주민들은 러시아군을 비난했다. 도시 외곽에서 전투와 포격이 있은 후, 러시아군은 우크라이나군이 도착하기 전에 밤새 대부분 철수했다. AFP 보도에 따르면 파괴되거나 손상된 전차와 장갑차는 "열 대"였다. 뉴욕 타임즈는 도시가 우크라이나에 의해 탈환될 무렵 식량이 부족해졌다고 보도했다.

### 수미군

#### 말리이 비스토로프
말리이 비스토로프 마을은 3월 17일 점령되었다. 러시아군은 마을의 직업 학교에 주둔했으며, 직업 학교 직원들에 따르면 그들은 학교를 약탈했다. 러시아군이 3월 25일에 떠날 때, 그들은 전차에서 학교에 발포했다고 보고되었다.

#### 벨리키이 보브리크
벨리키이 보브리크 마을은 3월 17일 러시아에 점령되었다. 러시아군은 학교 건물을 점령했으며, 지역 카페는 본부로 사용되었다. 현지 주민들은 러시아군이 상점을 약탈하고, 민간인 가옥을 점령 및 약탈하고, 민간인을 구타 및 고문하고, 무차별 총격을 가하고, BMP로 민간인 가옥에 발포하고, 민간인 두 명을 납치했다고 비난했다. 러시아군은 3월 26일 새벽 벨리키이 보브리크를 떠났다.

#### 스테블리안키
스테블리안키 마을은 3월 19일 러시아에 점령되었다. 현지 주민들은 러시아군이 비어 있는 주택에 침입하여 약탈했다고 주장한다. 우크라이나군은 3월 26일 러시아군을 마을에서 몰아냈다.

## 2024년 러시아의 국경 정착촌 습격
2024년 6월 9일, 러시아군은 국경 근처에 위치한 리지우카 마을을 습격했으며, 이 마을은 러시아 정착촌인 툐트키노 근처에 있었다. 지리적 위치 영상은 러시아군이 마을에 진입하여 우크라이나 내로 약 730미터 전진했음을 확인시켜 주었다. 그러나 다음 날, 러시아군은 해당 지역에서 철수했다. 6월 내내 러시아군은 수미주에서 주라브카, 추이키우카, 로시코비치, 시트네 마을을 표적으로 삼아 제한적인 국경을 넘는 공격을 계속했지만, 모든 시도는 실패로 끝났다.

## 2025년 러시아 침입
2025년 1월 10일, 러시아군은 국경을 넘어 수미주로 진입하여 주라브카 서쪽으로 밀고 들어갔다. 2월 20일까지 러시아 소식통들은 러시아군이 바시우카 마을을 점령했다고 주장했으며, 며칠 후에는 노벤케를 점령하고 북부 주라브카로 진격했다고 주장했다. 2월 28일, 우크라이나의 전투 정보 센터는 러시아군이 바시우카와 노벤케 근처의 국경을 따라 공격하고 있음을 인정했다. 한편, 딥스테이트는 바시우카와 노벤케 모두를 "회색 지대"로 묘사했다.
3월 2일, 러시아 군사 블로거들은 러시아군이 주라브카를 점령했다고 주장했다. 3월 7일, 러시아 소식통들은 러시아군이 노벤케를 점령했다고 주장했다. 다음 날, 공개된 지리적 위치 영상을 바탕으로 러시아군이 노벤케를 점령했을 가능성이 매우 높았다.
3월 12일에서 17일 사이에 러시아군은 바시우카 서쪽과 북서쪽, 주라브카 서쪽으로 더 깊이 진격하며, 해당 지역에서 자신들의 위치를 공고히 하려 시도했다.
수즈하 마을 탈환에 성공한 후, 푸틴 대통령은 쿠르스크주를 미래의 우크라이나 공격으로부터 보호하기 위해 수미주에 "완충 지대"를 설정할 것을 제안했다. 2025년 3월 23일까지 러시아 소식통들은 러시아군이 볼로디미리우카 (수미군, 수미주)에 진입했다고 주장했다. 며칠 후, 지리적 위치 영상은 러시아군이 바시우카 동쪽에 위치한 수미와 수즈하 사이의 국경검문소를 점령했음을 보여주었다. 3월 말, 러시아군은 베셀리우카를 점령했으며, 이는 나중에 러시아 국방부에 의해 확인되었다. 그러나 우크라이나 관리들은 러시아군의 돌파 보고를 부인했다.
2025년 4월까지 우크라이나는 쿠르스크주에 약 62,000명에서 65,000명의 러시아 군인들이 주둔하고 있으며, 이들 대부분은 제76근위공중강습사단, 제83근위공중강습여단 및 러시아 연방보안국 국경경비대 소속이라고 추정했다. 4월 13일, 러시아 국영 언론은 러시아군이 수미주에서 70제곱킬로미터를 점령했다고 주장했다. 4월 24일, 러시아군은 바시우카를 점령하고 남쪽으로 로크니아까지 진격한 것이 확인되었다. 5월 24일까지 지리적 위치 영상은 러시아군이 로크니아 (수미군)의 중앙 및 남부 지역을 점령하고 유나키우카 북부 지역으로 진격했음을 보여주었다.

## 같이 보기
- 러시아의 우크라이나 점령지
  - 러시아의 크림반도 점령
  - 러시아의 체르니히우주 점령
  - 러시아의 도네츠크주 점령
  - 하리코프 군민행정부
  - 러시아의 헤르손주 점령
  - 러시아의 키이우주 점령
  - 러시아의 루한스크주 점령
  - 러시아의 미콜라이우주 점령
  - 러시아의 자포리자주 점령
  - 러시아의 지토미르주 점령
  - 즈미이니섬 전투
- 러시아의 크림반도 합병
- 러시아의 우크라이나 점령지역 합병

## 더 읽어보기
- "돈바스를 점령할 때 무섭지 않았는가?" 러시아 점령 한 달 후, 트로스티아네츠는 회복된다 - 러시아군이 오흐티르카에 진입하지 않았지만, 사람들은 다시 이곳에서 살아가는 법을 배우고 있다 - 바벨의 위대한 보고서